# Satoru Mochizuki
Satoru Mochizuki (望月 聡, Mochizuki Satoru) est un footballeur japonais né le 18 mai 1964 à Ōtsu dans la préfecture de Shiga au Japon.